# Bandera de La Maruca
La bandera de La Maruca fue una regata de traineras que se celebraba en La Maruca (Santander, Cantabria), organizada por el Club de Remo La Maruca.
Entre los años 1999 y 2002, se celebró de manera anual siendo la escuadra Ciudad de Santander la clara dominadora con tres victorias y un segundo puesto en las cuatro ediciones disputadas. En el año 2008, el Club de Remo La Maruca compitió en el grupo 2 de la Liga ARC por lo que se volvió a celebrar, de acuerdo con la normativa de dicha liga que exige a los clubes que participan en dicha competición la organización de al menos una regata.

## Historial
| Edición | Año       | Ganador             | Segundo             | Tercero               |
| ------- | --------- | ------------------- | ------------------- | --------------------- |
| I       | 1999      | Castro              | Ciudad de Santander | Castro B              |
| II      | 2000      | Ciudad de Santander | Ondárroa            | Ciudad de Santander B |
| III     | 2001      | Ciudad de Santander | Portugalete         | Pedreña               |
| IV      | 2002      | Ciudad de Santander | Luchana             | Kaiku                 |
|         | 2003-2007 | no disputadas       | no disputadas       | no disputadas         |
| V       | 2008      | Astillero           | Orio B              | La Maruca             |

## Palmarés
| Victorias | Club                | Años             |
| --------- | ------------------- | ---------------- |
| 3         | Ciudad de Santander | 2000, 2001, 2002 |
| 1         | Castro              | 1999             |
| 1         | Astillero           | 2008             |